# Mysterious Island – Die geheimnisvolle Insel
Mysterious Island – Die geheimnisvolle Insel (Originaltitel: Mysterious Island) ist ein amerikanisch-thailändisch-deutscher Film von Russell Mulcahy von 2005. Er basiert auf dem Roman Die geheimnisvolle Insel von Jules Verne.

## Handlung
Der Film spielt 1863 im amerikanischen Bürgerkrieg. Eine Gruppe von Kriegsgefangenen flüchtet mit einem Heißluftballon aus der Gefangenschaft. Ein Sturm lässt den Ballon auf eine einsame Insel stürzen. Cyrus Smith wird vom Rest der Gruppe getrennt. Er wird am Strand geborgen und in ein wohnlich eingerichtetes Höhlensystem zur Genesung gebracht. Dort trifft er auf Kapitän Nemo, der durch den Bürgerkrieg Indiens internationale Bekanntheit erlangte. Er lebt mit seinem Butler Joseph auf der Insel. Währenddessen wird einer aus der Gruppe von einer gigantischen Gottesanbeterin gefressen. Cyrus bittet Nemo darum, dass er seine Freunde rettet.
Gerade rechtzeitig wird die kleine Gruppe von Nemo gerettet. Zuvor fand Helen in einer Höhle ein Amulett. Dieses bemerkt Nemo während des gemeinsamen Abendessens, erkennt es als Hälfte eines Symbols, mit dessen Hilfe man einen (verfluchten) Goldschatz finden kann. Da er menschliche Schwächen wie Habgier verabscheut, kommt es zum Streit zwischen dem Gastgeber und seinen Gästen. Dank gutem Zureden seines Butlers lässt sich Nemo dennoch auf die Neulinge ein und zeigt ihnen sein Anwesen und seine Erfindungen. Unter vier Augen erklärt er Cyrus seine Absicht, eine Bombe zu erschaffen, um Kriege zu verhindern. Er will ihn als Helfer gewinnen.
In der Zwischenzeit nimmt der Piratenkapitän Bob mit seinem Schiff und der anderen Hälfte des Amuletts Kurs auf die Insel. Cyrus entscheidet sich gegen eine Kooperation mit Nemo, und er und seine Gruppe müssen das Anwesen verlassen. Die Piraten erreichen die Insel und ein erster Erkundungstrupp legt an Land an. Schon bald kommt es zum Streit zwischen den Piraten und der junge Pirat Blake wird niedergeschlagen. Die Gruppe will sich an den Flüssen orientierend zum Strand gelangen, wird allerdings von einem Riesenskorpion angegriffen. Ein geheimnisvoller Fremder zeigt ihnen nach der erfolgreichen Flucht den Weg zum Strand. Dort beschließen sie, sich in einem Felsen häuslich niederzulassen.
Helen wird von einem riesigen Raben in sein Nest entführt. Dort wird sie von Blake und dem geheimnisvollen Fremden gerettet. Die beiden schließen sich der Gruppe an und Letzterer gibt sich als der ehemalige Pirat Atherton, Bruder des Piratenkapitäns Bob, zu erkennen. Er kann das Amulett richtig deuten und Cyrus beschließt, es wieder an seinen Fundort zu bringen, damit die Piraten nicht auf die Gruppe treffen. Leider kommt es zu einer Konfrontation mit den Piraten, die Helen entführen können. Die Gruppe schafft es allerdings, ihre Freundin zu befreien, und nach einer Schlacht auf dem Schiff gelingt die Flucht. Auf der Flucht wird Blake allerdings von Bob erschossen.
Bob lässt seine Piraten die Küste angreifen, wird aber erfolgreich abgewehrt. Bei der Schlacht kommt Joseph ums Leben. Nemo schafft es, das Piratenschiff zu zerstören, und Bob wird vom Kraken in die Tiefe gezogen. Pencroff, der in Besitz beider Amulette gekommen ist, begibt sich auf die Suche nach dem Gold. Er wird in einer Höhle tatsächlich fündig, wird aber von Riesenspinnen angegriffen. Neb, dem das Fehlen von Pencroff im Lager auffiel und der sich deshalb auf die Suche begab, gelingt es, die Spinnen mit einem Gewehr zu vertreiben. Er wird allerdings von einer Spinne hinterhältig angegriffen. Pencroff schafft es, ihn zu retten, verliert aber sein Leben dabei. Vor der Höhle wird er schon kurz darauf begraben. Nemo erscheint und teilt ihnen mit, dass sein Freund Joseph verstorben ist, und rät ihnen, die Insel sofort zu verlassen, da der Vulkan kurz vor dem Ausbruch steht. Die Gruppe schafft es, sich in ein Boot zu retten, und flüchtet auf das Meer. Nemo entscheidet sich dafür, gemeinsam mit der Insel und seinen Erfindungen unterzugehen.

## Hintergrund
Der Film basiert auf Jules Vernes Roman Die geheimnisvolle Insel, der zuvor schon verfilmt wurde. Gedreht wurde in Amphoe Mueang Krabi, Thailand. Der Film war 2006 für den Saturn Award in der Kategorie Bester Fernsehfilm nominiert. Im deutschen Fernsehen wird er als Zweiteiler ausgestrahlt.

## Kritik
„Leblose Monster-Oper mit Trash-Momenten“

TV Spielfilm beschreibt den Film als „langweilig, mies getrickst und ohnehin geklaut“. Dabei bezieht sich die Aussage auf den Spielfilm Die geheimnisvolle Insel von 1961, der auf demselben Buch basiert und abweichend von der literarischen Vorlage die riesigen Tiere in die Handlung einbindet.
Prisma kritisierte, dass der Regisseur zwar auf starke Darsteller vertrauen könne, vor allem Patrick Stewart, der jedoch so indisch aussähe wie Britney Spears. Auch wären die billigen Spezialeffekte auf ganzer Linie enttäuschend. Ex-Footballer Vinnie Jones würde in einer lächerlichen Piratenmaskerade herumstolzieren – „als würde er sich gerade auf eine Karnevals-Büttenrede vorbereiten“.
Auf Rotten Tomatoes bewertete das Publikum den Film lediglich mit 30 %.